# Phân khối
Một phân khối hay là xentimét khối, centimet khối (ký hiệu SI: cm³, ký hiệu khác: cc, ccm) tương ứng với thể tích một khối lập phương có số đo 1 cm x 1 cm x 1 cm. Nó dựa trên khối lượng của các đơn vị của hệ CGS, và là một đơn vị Hệ đo lường quốc tế chính thống.
Một xentimét khối tương ứng với một khối lượng 1/1.000.000 (1/1.000.000) của một mét khối, tương đương 1/1.000 (1/1.000) của một lít, hoặc một ml; do đó, 1 cm3 ≡ 1 ml. Khối lượng của một centimet khối nước ở 3,98 °C (nhiệt độ mà tại đó nó đạt mật độ tối đa của nó) nặng đúng 1 gam.
Cách viết tắt thông thường là cc và ccm không phải theo kiểu hệ đo lường quốc tế mà là cách viết thông tục ở một số hoàn cảnh. Nó là cách viết tắt cho "centimét khối". Ví dụ 'cc' thường được dùng để biểu thị thể tích động cơ của ô tô và xe máy "chiếc xe Mini Cooper có dung tích động cơ 1275 cc". Trong y tế, 'cc' cũng thường được dùng, ví dụ "mất 100 cc máu".